# Кап-Кутан
Капкутан (также: Кап-Кута́н; туркм. Gap Gotan) — система карстовых пещер в известняках, расположенная на западном склоне хребта Кугитангтау в Туркменистане, на территории Кугитангского заповедника.
Протяжённость галерей пещеры составляет более 57 км, перепад высот — 310 м. Естественный вход в пещеру находится в 7 км северо-восточнее посёлка Гарлык Кёйтендагского этрапа, на высоте 720 м. Издревле известна ближняя часть пещеры с галереей шириной 25-30 м, высотой до 25 м и красивыми залами, которая использовалась как загон для скота. Пещеру украшают многочисленные известковые натёки, гипсовые «люстры» и колонны различных форм и оттенков.
В 1970-х годах для добычи мраморного оникса в пещеру была пробита штольня. Другой штольней была вскрыта пещера Промежуточная, которую впоследствии удалось соединить с пещерой Кап-Кутан.